# هكتور ماكينلي
هكتور ماكينلي (بالإنجليزية: Hector McKinlay)‏ هو لاعب كرة قدم ومدرب كرة قدم بريطاني، ولد في 29 يوليو 1940 في فلكرك في المملكة المتحدة. لعب مع دندي يونايتد ونادي دمبرتون ونادي فالكيرك.